# GNN-Verlag
GNN-Verlag ist eine Gruppe deutscher Verlage und umfasst unterschiedliche Unternehmen. Nach eigener Darstellung bilden die GNN-Verlage in Hamburg, Köln, Stuttgart, Schkeuditz und Berlin „ein Netzwerk gleichberechtigt zusammenarbeitender antifaschistischer Verlage mit jeweils eigenen regionalen Schwerpunkten, regionalen Eignern und regionalen Nutzern.“
Die Buchpublikationen konzentrieren sich seit 2003 auf die Bereiche Zeitgeschichte, Biographien, Belletristik und Lyrik.

## Unternehmensstruktur
Die GNN Verlagsgruppe besteht aus mehreren Unternehmen (Stand 2009):
- GNN Gesellschaft für Nachrichtenerfassung und Nachrichtenverbreitung, Verlagsgesellschaft für Sachsen/Berlin mbH
- GNN Gesellschaft für Nachrichtenerfassung und Nachrichtenverbreitung, Verlagsgesellschaft Politische Berichte mbH
- GNN Gesellschaft für Nachrichtenerfassung und Nachrichtenverbreitung, Verlagsgesellschaft in Schleswig-Holstein/Hamburg mbH
- GNN Verlag Süd GmbH

## Geschichte
Die Verlagsgruppe ging aus dem gleichnamigen Parteiverlag des Bundes Westdeutscher Kommunisten (BWK) hervor und wurde gelegentlich in Verfassungsschutzberichten erwähnt. Die GNN gab ab 1980 in München, seit 1981 in Köln, die Politischen Berichte und weitere Schriften des BWK heraus. Später veröffentlichte sie auch Publikationen anderer Gruppen wie z. B. der Volksfront und Dokumente der Rote Armee Fraktion. Bis Ende 2008 gab der Kölner GNN-Verlag die Druckfassung des Angehörigen Infos heraus.

## Politische Ausrichtung
Laut Einschätzung des Verfassungsschutzes Baden-Württemberg steht die GNN heute der Linkspartei nahe. Die Verfassungsschutzämter der Länder NRW und Sachsen rechnen die GNN-Verlage dem linksextremistischen Spektrum zu.

## Herausgegebene Zeitschriften
- Antifaschistische Nachrichten[5]
- Deutsch-Tschechischen Nachrichten[7]
- Kurdistan-Rundbrief[8]
- LANDESINFO Nordrhein-Westfalen der Partei 'DIE LINKE'[5]
- Lokalberichte Köln[5]
- Lokalberichte Essen (im Dezember 2000 eingestellt)[9]
- Lokalberichte Hamburg (seit 1989)[10]
- Angehörigen Info (bis 2008)
- Politische Berichte – ZEITUNG FÜR LINKE POLITIK[5][11]
- GEHEIM – Das Magazin zu Geheimdiensten und Polizeien, Überwachungsstaat und Bürgerrechten weltweit[12]